# Wijken en buurten in Druten
De Nederlandse gemeente Druten is voor statistische doeleinden onderverdeeld in wijken en buurten. De gemeente is verdeeld in de volgende statistische wijken:
- Wijk 01 Druten (CBS-wijkcode:022501)

Een statistische wijk kan bestaan uit meerdere buurten. Onderstaande tabel geeft de buurtindeling met kentallen volgens het Centraal Bureau voor de Statistiek (2008):
| CBS-buurtcode | Buurtnaam                     | Inwonertal | Opp. totaal (ha) | Opp. land (ha) | Ligging                |
| ------------- | ----------------------------- | ---------- | ---------------- | -------------- | ---------------------- |
| BU02250100    | Druten                        | 5650       | 179              | 177            | Locatie in de gemeente |
| BU02250101    | Druten zuidelijke uitbreiding | 3690       | 62               | 62             | Locatie in de gemeente |
| BU02250102    | Druten uitbreiding De Bouwing | 2520       | 70               | 70             | Locatie in de gemeente |
| BU02250103    | Afferden                      | 1430       | 96               | 96             | Locatie in de gemeente |
| BU02250104    | Deest                         | 1620       | 132              | 118            | Locatie in de gemeente |
| BU02250105    | Puiflijk                      | 980        | 42               | 42             | Locatie in de gemeente |
| BU02250106    | Horssen                       | 1100       | 54               | 54             | Locatie in de gemeente |
| BU02250107    | Molenhoek                     | 140        | 34               | 34             | Locatie in de gemeente |
| BU02250120    | Verspreide huizen Druten      | 130        | 741              | 500            | Locatie in de gemeente |
| BU02250123    | Verspreide huizen Afferden    | 200        | 772              | 704            | Locatie in de gemeente |
| BU02250124    | Verspreide huizen Deest       | 100        | 408              | 297            | Locatie in de gemeente |
| BU02250125    | Verspreide huizen Puiflijk    | 100        | 520              | 516            | Locatie in de gemeente |
| BU02250126    | Verspreide huizen Horssen     | 420        | 1132             | 1120           | Locatie in de gemeente |